# Miloš Nikolić (cầu thủ bóng đá, sinh 1989)
Miloš Nikolić  (Kirin Serbia: Mилoш Hикoлић, sinh 22 tháng 2 năm 1989) là một cầu thủ bóng đá Serbia thi đấu ở vị trí trung vệ cho câu lạc bộ Fortuna Liga FC ViOn Zlaté Moravce.

## Sự nghiệp câu lạc bộ
Nikolić được ký hợp đồng bởi Spartak Trnava vào tháng 1 năm 2015. Anh ra mắt cho đội bóng trước Spartak Myjava ngày 28 tháng 2 năm 2015.